# Anna Hofman-Uddgren
Anna Hofman-Uddgren (ur. 23 lutego 1868, zm. 1 czerwca 1947) – szwedzka pionierka kina, pierwsza w Szwecji i jedna z pierwszych na świecie kobieta zajmująca się reżyserią filmową, autorka pierwszych w historii adaptacji dramatów Augusta Strindberga.
Zanim zajęła się filmem kierowała jednym ze sztokholmskich teatrów. Została zatrudniona jako reżyserka w wytwórni filmowej N.P. Nilssona. 20 września 1911 roku uzyskała zgodę Augusta Strindberga na dowolne adaptowanie jego sztuk. W 1912 roku zekranizowała dwie z nich Pannę Julię (nie zachowane do dzisiaj) oraz Ojca.
Inne jej filmy to Sztokholmskie pokusy (org. Stockholmsfrestelser, 1911) oraz Siostry (org. Systrarna, 1912).
Mężem Anny Hofman-Uddgren był szwedzki literat Gustaf Uddgren.